# Escalante (Filipiny)
Escalante – miasto na Filipinach, położone w regionie Zachodnie Visayas, w prowincji Negros Occidental, na wyspie Negros.
Miasto zostało założone w 1856 roku. Miasto jest obecnie ośrodkiem turystycznym.

## Linki Zewnętrzne
- Opis miasta